# Генрик Барановський
Генрік Барановський (нар. 9 лютого 1943, м. Тернопіль — 27 липня 2013 м.  Брвінув (Польща) — польський театральний режисер, сценарист та актор, художник-постановщик.

## Життєпис
1968 — випускник філософського факультету Варшавського університету.
1973 — випускник режисерського відділення Вищої театральної школи у Варшаві.
У 1993 році — директор Малого театру у Варшаві.
З 2003 по 2007 — директор Сілезького театру у Катовіце.
Автор відомих театральних та оперних вистав. Найважливіші режисерські досягнення: «Дядівська ніч» у театрі Ярача в Ольштині (1975); «Доброго ранку і до побачення» (1976); «Замок» за Францем Кафкою (1976); «Піп-шоу» яка отримала премію Джеймса Джефферсона за найкращу постановку чиказького сезону (1992); «Ехнатон» (2000).
У 2004 році поставив у Новосибірському театрі опери та балету п'єсу Альфреда Шнітке «Життя з ідіотом» за мотивами Віктора Єрофєєва, яка отримала Всеросійську оперну маску за найкращу оперну виставу в Росії.
Для Телевізійного театру зняв: «Ніч – мати дня» з акторськими ролями Яна Пешека та Галіни Лабонарської (2004); «Свята відьма» з Магдаленою Целецькою (2003); «Порожнє небо» (1999).
Як актор з'являвся в епізодичних ролях у фільмах «Роза Люксембург» Маргарети фон Тротти та «Пан Тадеуш» Анджея Вайди. Зіграв головну роль у «Декалозі I» Кшиштофа Кесьльовського, зображуючи вченого, раціоналіста та атеїста.
Помер 27 липня 2013 року після тривалої та важкої хвороби. Похований у м. Брвінув.

## Театральні вистави
Повшенський театр у Варшаві
- 1969 — «Беккет, або Честь Божа» — асистент режисера (реж. Ян Мацейовський)

PWST (Варшава)
- 1970 — «Горе мудрому» — співрежисер (реж. Збігнєв Запасєвич)

Варшавська оперета
- 1971 — «Die Fledermaus» — асистент режисера (реж. Ервін Лейстер)

Сілезький театр ім. С. Виспянського (Катовіце)
- 2005 — «Цар Едіп» — постановка (реж. Ґжегож Кемпінський)

### Режесура
Театр Атенеум ім. С. Ярача (Варшава)
- 1971 — «Покоївки»

Польський театр (Познань)
- 1971 — «Школа для дружин»

Театр В. Богуславського (Каліш)
- 1972 — «Отрута, кохання, пісня» (також лібрето)
- 1972 — «Чоловік і дружина»

Польський театр (Бидгощ)
- 1973 — «Привиди»
- 1975 — «Покоївки»
- 1975 — «Публіка насварила»

Балтійський драматичний театр ім. Ю. Словацького (Кошалін — Слупськ)
- 1974 — «Дама з камеліями» (також сценарій)
- 1974 — «Сьогодні близнюки» (також редагування тексту)
- 1975 — «Їх четверо»

Естрада (Щецин)
- 1975 — «Лінії наших рук: Поезія Чорної Африки»

Театр С. Ярача (Ольштин — Ельблонг)
- 1975 — «Замок»
- 1976 — «Доброго ранку і до побачення»
- 1976 — «Івона, принцеса Бургундії»
- 1977 — Дзяди

Сілезький театр імені С. Виспянського (Катовіце)
- 1978 — «Довга подорож дня в ніч»
- 1978 — «Млини Тотенхорна» (також адаптація)
- 2004 — «Ділення на нуль»
- 2004 — «Mein Kampf» (також декорація)
- 2006 — «Макбет» (також сценографія)

Театр Шведзка 2/4 (Варшава)
- 1991 — «Так, я хочу саме так» (також сценографія)
- 1992 — «Замок» (також сценографія)

Великий театр ім. Станіслава Монюшка (Познань)
- 1993 — «Летуча миша»

Національний інститут театру (Малий театр) (Варшава)
- 1993 — «Привиди» (також сценографія)

Театр Розмайтошці (Варшава)
- 1995 — «Піп-шоу» (також сценографія)
- 1996 — «Процес» (також сценографія)

Театр Багатела ім. Тадеуша Бой-Желенського (Краків)
- 1996 — «Чорна комедія» (також сценографія)

Великий театр (Лодзь)
- 2000 — «Ехнатон» (також сценографія)
- 2001 — «Поргі та Бесс»
- 2007 — «Севільський цирульник» (також адаптація лібрето, декорації)

Краківська опера
- 2004 — «Ріголетто» (також сценографія)
- 2012 — «Любовне зілля»

Народний театр (Краків-Нова Гута)
- 2006 — «Старша жінка задумливо дивиться на світ»

За кордоном
- 1986 — «Цар Давид»
- 1989 — «Процес»

Телевізійний театр
- 1992 — «Так, я хочу саме так» (також сценографія, аранжування тексту)
- 1998 — «Для Федри»
- 2003 — «Свята Відьма»
- 2004 — «Ніч – мати дня»

### Театральні ролі
Телевізійний театр
- 1997 — «Сіра Троянда»; реж. Томаш Деттлофф — батько
- 1997 – «Смерть у Тифлісі»; реж. Мацей Дейчер — чоловік
- 1998 – «Великі та малі»; реж. Петро Лазаркевич

## Фільмографія
- 1972 — «Все»; реж. Пйотр Шулькін
- 1986 — «Роза Люксембург»; реж. М. фон Тротта — Джозеф, брат Рози
- 1988 — «Декалог I»; реж. К. Кесьльовський — Кшиштоф
- 1988 — «Декалог III»; реж. К. Кесьльовський — Кшиштоф
- 1999 — «Пан Тадеуш»; реж. А. Вайда — Наполеон Бонапарт

## Відзнаки
- 1976 — 1-ша премія за виставу «Доброго ранку і до побачення» на Фестивалі театрів малої форми в Щецині
- 1976 — Головний приз за режисуру та Кубок за найкращу виставу за «Замок» на фестивалі Північної Польщі у Торуні
- 1991 — Премія ITI за популяризацію польської театральної культури за кордоном
- 1992 — Нагорода Міністра закордонних справ за видатні заслуги у просуванні польської культури та мистецтва за кордоном
- 1992 — «Премія Джеймса Джефферсона» за найкраще шоу чиказького сезону за «Peepshow»
- 2000 — «Золота маска» за найкращу постановку та режисуру та «Срібна маска» за найкращу виставу «Ехнатона» у Великому театрі в Лодзі
- 2004 — Всеросійська премія «Золота маска» за найкращу оперну постановку в Росії за мюзикл «Життя з ідіотом» у Новосибірському театрі опери та балету